# Chaussy (Loiret)
Chaussy je francouzská obec v departementu Loiret v regionu Centre-Val de Loire. Žije zde 274 obyvatel.

## Poloha obce
Obec leží na severu departementu Loiret u hranic s departementem Eure-et-Loir.

### Sousední obce
| Růžice kompasu | Toury (Eure-et-Loir) | Outarville |                          | Růžice kompasu |
| Růžice kompasu | Tivernon             | Sever      | Bazoches-les-Gallerandes | Růžice kompasu |
| Růžice kompasu | Tivernon             | Chaussy    | Bazoches-les-Gallerandes | Růžice kompasu |
| Růžice kompasu | Tivernon             | Jih        | Bazoches-les-Gallerandes | Růžice kompasu |
| Růžice kompasu | Oison                |            |                          | Růžice kompasu |